# Denezières
Denezières é uma comuna francesa na região administrativa de Borgonha-Franco-Condado, no departamento de Jura. Estende-se por uma área de 6,41 km². Em 2010 a comuna tinha 73 habitantes (densidade: 11,4 hab./km²).